# Christiane Hagemann
Christiane Hagemann (* 21. Oktober 1974 in Bargteheide) ist eine deutsche Schauspielerin.
Hagemann wurde unter anderem durch die Hauptrolle der Sascha Hansen in der Kinder- und Jugendserie Schloss Einstein bekannt. Außerdem wirkte sie in den Fernsehproduktionen Die Rote Meile, Kunden und andere Katastrophen, SOKO Wismar, Großstadtrevier, Rose unter Dornen und Küstenwache mit.